# Эшпириту Санту, Нуну
Ну́ну Эрла́ндер Симо́йнш Эшпи́риту Са́нту (порт. Nuno Herlander Simões Espírito Santo; род. 25 января 1974, Сан-Томе) — португальский футболист и футбольный тренер. Выступал на позиции вратаря. Становился чемпионом Португалии 5 раз. Выигрывал национальный Кубок Португалии 5 раз. Также становился победителем Лиги чемпионов в составе «Порту».

## Клубная карьера
Нуну начал свою карьеру в «Витории», играл за неё до 1996 года. Затем перешёл в испанский «Депортиво», за этот клуб провёл шесть сезонов, половину из которых отыграл на правах аренды в других испанских клубах: «Мерида» и «Осасуна». После «Депортиво» Нуну перебрался в «Порту», где иногда заменял Витора Баию. В 2004 году вышел на замену в дополнительное время в Межконтинентальном кубке и помог «Порту» одолеть «Онсе Кальдас» в серии пенальти. В 2005 году был продан московскому «Динамо». После неудачного сезона в «Динамо» Нуну перешёл в португальский «Авеш». После того как «Авеш» покинул высший дивизион, он вернулся в «Порту».

## Карьера в сборной
Играл за молодёжную сборную. Нуну был вызван в сборную Португалии на Евро-2008 в последний момент вместо сломавшего запястье вратаря «Бенфики» Кима, однако за сборную так ни разу и не сыграл.

## Тренерская карьера

### «Риу Аве»
В мае 2012 года руководство португальского клуба «Риу Аве» расторгло контракт с Карлушем Бриту в связи с неудовлетворительными результатами команды. На его смену пришёл Нуну Эшпириту Санту. В своём втором сезоне на посту главного тренера Нуну добился с командой выхода в финал Кубка Португалии, в котором подопечные Нуну минимально уступили «Бенфике», и в финал Кубка лиги, который, впрочем, команда также уступила лиссабонскому клубу со счётом 2:0. Команда завершила сезон на одиннадцатой строчке и впервые вышла в Лигу Европы в третий квалификационный раунд.
Покинул команду по окончании сезона 2013/14.

### «Валенсия»
4 июля 2014 года Нуну Эшпириту Санту возглавил испанский клуб «Валенсия», подписав контракт сроком на один год. Однако уже в январе 2015 года португальский специалист согласился продлить контракт с клубом до 2018 года. По итогам сезона 2014/2015 «Валенсия» завершила сезон в Ла Лиге на четвёртой позиции, что позволило клубу выйти в раунд плей-офф Лиги чемпионов. Также он был трижды удостоен награды лучшему тренеру месяца в испанском чемпионате. Нуну был отправлен в отставку 29 ноября 2015 года из-за неудовлетворительных результатов команды: «Валенсия», набрав 19 очков, занимала 9-е место в таблице чемпионата и всё ещё сохраняла шансы на выход из Группы H Лиги чемпионов.

### «Порту»
1 июня 2016 года Нуну был назначен главным тренером клуба «Порту». По итогам сезона команда заняла второе место. 22 мая 2017 года «Порту» и Нуну, по взаимному согласию, прекратили трудовые отношения.

### «Вулверхэмптон Уондерерс»
31 мая 2017 года Нуну возглавил клуб английского Чемпионшипа «Вулверхэмптон Уондерерс», подписав контракт сроком на три года.
Нуну вывел команду в АПЛ впервые после вылета в сезоне 2011/12. После того как команда стала чемпионом за два тура до конца, руководство команды продлило контракт со специалистом до 2021 года.
Эшпириту Санту был удостоен награды лучшему тренеру месяца в английской Премьер-лиге после того, как его команда набрала десять очков в четырёх матчах и пропустила всего один гол.
«Вулверхэмптон» завершил сезон 2018/19 на седьмой строчке; это была самая высокая позиция клуба в английской Премьер-лиге, до этого клуб один раз занимал шестую строчку в футбольной лиги Англии сезона 1979/80. Также команда получила право сыграть в Лиге Европы впервые с сезона 1980/81.
10 июля 2020 года Нуну был во второй раз удостоен награды лучшему тренеру месяца в английской премьер-лиге, благодаря серии из пяти матчей без поражений с начала марта по конец июня.
В сезоне 2019/20 команда Эшпириту Санту закончила сезон второй раз подряд на седьмой строчке с рекордным количеством очков для команды — 59, и дошла до четвертьфинала Лиги Европы, где англичане уступили испанскому клубу «Севилья» со счётом 1:0. Это стало лучшим результатом клуба с момента его финала в Кубке УЕФА в сезоне 1971/1972.
13 сентября 2020 года руководство клуба вновь продлило контракт с португальцем до 2023 года. Был назван лучшим тренером месяца в Премьер-лиге в октябре, проведя четыре матча без поражений, включая три победы без пропущенных мячей над «Фулхэмом» (1:0), «Лидсом» (1:0), и «Кристал Пэласом» (2:0).

### «Тоттенхэм Хотспур»
30 июня 2021 года Нуну Эшпириту-Санту был назначен главным тренером лондонского клуба «Тоттенхэм Хотспур». Контракт подписан до 2023 года. Ранее он провёл переговоры на тренировочной базе клуба с Дэниелом Леви и новоназначенным спортивным директором Фабио Паратичи. 1 ноября 2021 года Нуну Эшпириту-Санту был уволен после того, как под его руководством «шпоры» в АПЛ набрали 15 очков за 10 игр, при этом крупно уступив «Челси» (0:3), «Манчестер Юнайтед» (0:3) и «Кристал Пэлас» (0:3).

### «Аль-Иттихад»
В июле 2022 года стал главным тренером клуба «Аль-Иттихад». Выиграл с командой два трофея: чемпионат и Суперкубок страны.

### «Ноттингем Форест»
20 декабря 2023 года вернулся в Англию, возглавив «Ноттингем Форест». Контракт рассчитан до 2026 года.
В апреле 2025 года Нуно Эшпириту Санту был признан менеджером месяца Премьер-лиги за март. Это уже третий раз за сезон, когда он получает эту награду — ранее он выигрывал её в октябре и декабре 2024 года. Таким образом, он стал первым тренером «Ноттингем Форест», получившим эту награду трижды за один сезон.

## Достижения

### В качестве игрока
«Депортиво Ла-Корунья»
- Обладатель Кубка Испании: 2001/02

«Порту»
- Чемпион Португалии (4): 2002/03, 2003/04, 2007/08, 2008/09
- Обладатель Кубка Португалии (3): 2002/03, 2008/09, 2009/10
- Обладатель Суперкубка Португалии (3): 2003, 2004, 2009
- Победитель Лиги чемпионов УЕФА: 2003/04
- Обладатель Кубка УЕФА: 2002/03
- Обладатель Межконтинентального кубка: 2004
- Финалист Кубка португальской лиги: 2009/10

### В качестве тренера
«Риу Аве»
- Финалист Кубка Португалии: 2013/14
- Финалист Кубка португальской лиги: 2013/14

«Вулверхэмптон Уондерерс»
- Победитель Чемпионшипа: 2017/18

Аль-Иттихад
- Чемпион Саудовской Аравии: 2022/23
- Обладатель Суперкубка Саудовской Аравии: 2023

### Личные
- Обладатель Трофея Саморы: 1999/00 (Сегунда)
- Тренер месяца английской Премьер-лиги (7): сентябрь 2018, июнь 2020, октябрь 2020, август 2021[16], октябрь 2024[17], декабрь 2024, март 2025

## Тренерская статистика
| Клуб                    | Страна            | Начало работы   | Завершение работы | Показатели | Показатели | Показатели | Показатели | Показатели | Показатели | Показатели | Показатели |
| Клуб                    | Страна            | Начало работы   | Завершение работы | И          | В          | Н          | П          | МЗ         | МП         | РМ         | %          |
| ----------------------- | ----------------- | --------------- | ----------------- | ---------- | ---------- | ---------- | ---------- | ---------- | ---------- | ---------- | ---------- |
| Риу Аве                 | Португалия        | 15 мая 2012     | 19 мая 2014       | 80         | 32         | 17         | 31         | 87         | 97         | −10        | 040,00     |
| Валенсия                | Испания           | 4 июля 2014     | 29 ноября 2015    | 62         | 32         | 16         | 14         | 104        | 60         | +44        | 051,61     |
| Порту                   | Португалия        | 1 июня 2016     | 22 мая 2017       | 49         | 27         | 16         | 6          | 88         | 28         | +60        | 055,10     |
| Вулверхэмптон Уондерерс | Англия            | 31 мая 2017     | 23 мая 2021       | 199        | 95         | 49         | 55         | 277        | 209        | +68        | 047,74     |
| Тоттенхэм Хотспур       | Англия            | 30 июня 2021    | 1 ноября 2021     | 17         | 8          | 2          | 7          | 22         | 23         | −1         | 047,06     |
| Аль-Иттихад             | Саудовская Аравия | 4 июля 2022     | 8 ноября 2023     | 57         | 37         | 12         | 8          | 105        | 35         | +70        | 064,91     |
| Ноттингем Форест        | Англия            | 20 декабря 2023 |                   | 70         | 27         | 19         | 24         | 103        | 95         | +8         | 038,57     |
| Итого                   | Итого             | Итого           | Итого             | 534        | 258        | 131        | 145        | 786        | 547        | +239       | 048,31     |